# Llengua VOS
Una llengua VOS es caracteritza per un ordre de la frase bàsica Verb-Objecte directe-Subjecte.
El català, segons aquesta classificació és una llengua SVO: «el gos beu aigua», un estructura VOS seria: «Beu aigua gos». En una anàlisi de 1376 llengües, només 25 tenien l'esctructura VOS, com ara en el malgaix. La majoria d'aquestes llengües, però, alternen entre tipus de subjecte i tipus d'oracions canòniques, i no totes les llengües tenen una estructura rígida, i altres, com el llatí i el català, sovint no expressen el subjecte, que és implicit en el verb: «beu aigua».